# Peter Spiring
Peter Spiring (även Pieter Spiering och Pieter Spierinck), född 1595, död 19 februari 1652 i London, var en holländsk finansman, konsthandlare och diplomat i svensk tjänst. Spiring var en av delägarna i Nya Sverigekompaniet vilket grundade den svenska kolonin Nya Sverige 1638 och Spiring blev senare adlad i Sverige.

## Biografi

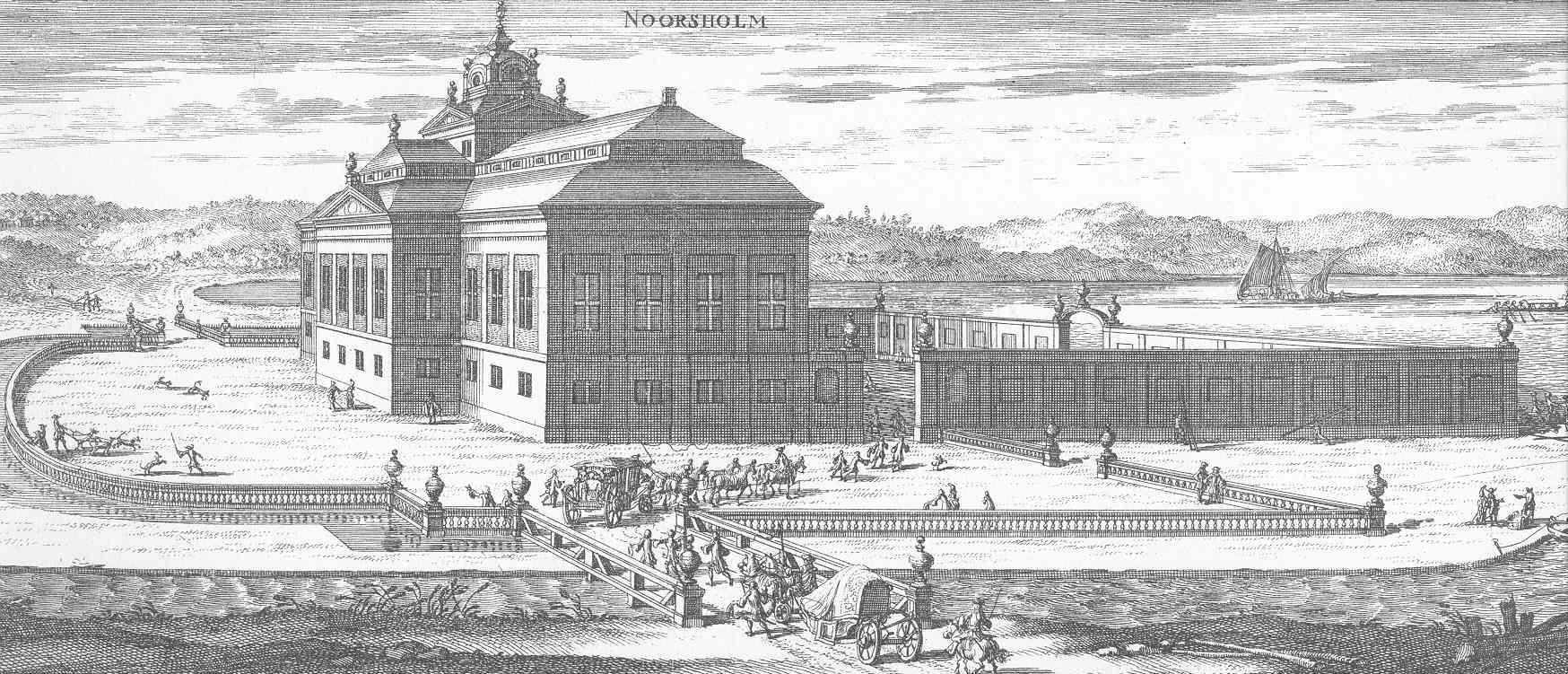
Norsholms herrgård kring 1700.

Peter Spiring var andre son till flamländske gobelängvävaren Francois Spierinck och dennes hustru Oncommera Menninck. Peter föddes troligen i Delft och följde sedan till en början faderns yrkesspår.
I början på 1620-talet kom Spiring under en affärsresa till Sverige i kontakt med Axel Oxenstierna och var åren 1627–1631 generaltullförvaltare (licent) över områdena i svenska Preussen. Därefter var Spiring åren 1632–1634 Oxenstiernas finansråd i Sydtyskland.
1636 blev Spiring den svenske representanten i Republiken Förenade Nederländerna och flyttade en kort tid till Haag. Han återvände senare samma år till Sverige och blev nu finansråd under Oxenstierna. Spiring gifte sig i mars 1636 med Johanna Dorothea Daurées. Den 5 oktober adlas Spiring av drottning Kristina till Silfvercrona, samma år erhåller han också gården Norsholms herrgård i förläning.
1637 inrättades "Nya Sverigekompaniet" och som kompaniets representant skötte Spiring alla kontakter med holländarna och fanns alltid på plats när de svenska fartygen anlöpte Holland på väg till eller ifrån Nya Sverige. Senare återvände Spiring till Holland som svensk sändebud och även som resident i Generalstaterna, samma år anställde Spiring en ung Simon Helmfelt som kanslist. Spiring stannade i Haag till 1649.
1638 ärvde Spiring en konstsamling som bl.a. innehöll verk av Gerrit Dou och blev sedan dennes  mecenat. Senare målade Dou porträtt av både Spiring och dennes hustru och senare gjorde franske konstnären François Dieussart även marmorbyster av paret.
I december 1651 avreste Spiring till England för att framföra drottning Kristinas formella erkännande av Commonwealth of England under Oliver Cromwells styre. I England drabbades Spiring av sjukdom och avlider den 19 februari 1652 i London.
Efter Spirings död övergick Norsholms herrgård till styvsonen Johan Philip Silfvercrona.